# Балимина (район)
Район Балимина се намира в Северна Ирландия.
Има площ 632 км2 и население 63 500 души (2010).
Център на района е град Балимина